# Tagebuch einer Verlorenen
Tagebuch einer Verlorenen (em Portugal: Jornal de uma Perdida, e no Brasil: Diário de uma Garota Perdida ou Diário de uma Perdida) é um filme mudo alemão de 1929 dirigido por Georg Wilhelm Pabst. Este foi o segundo e último filme de Pabst com Louise Brooks, e como sua primeira colaboração (Die Büchse der Pandora, 1929), é considerado um filme clássico. É filmado em preto e branco, e várias versões do filme variam de 79 minutos a 116 minutos de duração. Foi baseado no controverso romance best-seller do mesmo nome, Tagebuch einer Verlorenen (1905) de Margarete Böhme. Duas versões anteriores, uma de 1912 dirigida por Fritz Bernhardts e outra de 1918 por Richard Oswald, são agora consideradas perdidas.

## Enredo
Thymian Henning (Louise Brooks) é a inocente e ingênua filha do farmacêutico Robert Henning (Josef Rovenský), que acabará de ganhar de presente um diário. Um dia sua governanta, Elisabeth (Sybille Schmitz), vai embora de repente e acaba se suicidando. O motivo? O pai de Thymian a engravidou. Quando o corpo dela é trazido para a farmácia mais tarde naquele dia, em um aparente suicídio por afogamento, Thymian fica desolada. O assistente do pai de Thymian, Meinert (Fritz Rasp), promete explicar tudo para ela mais tarde naquela noite, mas, em vez disso, tira proveito dela, que também acaba ficando grávida. Thymian dá a luz a uma linda menina, mas a rejeita. Embora Thymian se recuse a falar o nome do pai da bebê ilegítima, os parentes descobrem pelo seu diário e decidem que a melhor solução é que ela se case com Meinert. Quando ela se recusa porque não o ama, eles dão a bebê para uma parteira e enviam Thymian para um reformatório rigoroso para garotas rebeldes, dirigida por uma mulher tirana (Valeska Gert) e seu assistente (Andrews Engelmann).
Enquanto isso, o amigo de Thymian, Conde Nicolas Osdorff (André Roanne), um jovem playboy, é rejeitado e deixado sem dinheiro por seu tio rico, Conde Elder Osdorff (Arnold Korff), depois de não conseguir se adequar a nenhuma função ditada por ele. Thymian implora para seu amigo tentar persuadir seu pai a levá-la de volta, mas não era possível, já que Robert havia se casado com a nova governanta, Meta (Franziska Kinz), que controlava tudo na casa e não queria ter que dividir o carinho de Robert com a enteada.
No reformatório, Thymian, faz amizade com uma moça chamada Erika (Edith Meinhard). As garotas formam uma aliança. Quando a inspetora descobre o diário de Thymian e tentá tirá-lo dela, todas as meninas trabalham em conjunto para que a outra não consiga por as mãos nele. É neste mesmo momento que garotas dominam a mulher e Thymian e a amiga Erika escapam do reformatório. Quando Thymian vai ver seu bebê, acaba descobrindo que a criança morreu. Depois de vagar triste pelas ruas, ela reencontra Erika, que está trabalhando em um pequeno bordel de classe alta. Sem rumo, Thymian também se torna uma prostituta. Ironicamente, é neste período de sua vida que a garota conhece companheirismo e paz, encontrando no bordel o amor que não teve com sua família. Depois de algum tempo, por acaso, Thymian encontra seu pai, Meta e Meinert, em um clube. Seu pai fica chocado quando percebe o que ela se tornou, mas Meta e Meinhert o levam embora.
Três anos depois, quando o pai de Thymian morre, na esperança de receber uma fortuna, a moça decide ir em busca de um novo futuro e para isso decide casar-se com Conde Osdorff. Depois de pensar sobre isso, ele concorda. Quando descobre que Meinert comprou sua parte na farmácia de seu pai e está para por Meta e a filha dela - sua meia-irmã - na rua, Thymian vai ao socorro delas para que essas não enfrentem o mesmo destino que foi imposto à ela, dando o dinheiro recebido na venda. Osdorff, que havia contado com o dinheiro para reconstruir uma vida para si mesmo também, quando descobre o que Thymian fez, se suicida jogando-se pela janela. Seu tio, inconsolável, decide resolver as coisas cuidando de Thymian. Ele a apresenta a sociedade como sua sobrinha, Condessa Osdorff.
Em um estranho giro do destino, Thymian é convidada a se tornar a diretora do mesmo reformatório onde ela mesma já foi mantida. Quando sua velha amiga Erika é levada de volta ao reformatório e trazida aos diretores como um "caso especialmente difícil", Thymian denuncia a escola por maus tratos e a leva embora. Conde Osdorff dá sua última palavra quando está saindo: "Um pouco mais de amor e ninguém se perderia neste mundo".

## Elenco
- Louise Brooks como Thymian
- Fritz Rasp como Meinert
- Valeska Gert como Diretora do reformatório
- Josef Rovenský as Robert Henning, pai de Thymian
- Vera Pawlowa como Tia Frieda
- Franziska Kinzas Meta, a governanta e segunda esposa de Robert
- André Roanne como Conde Nicolas Osdorff
- Andrews Engelmann como Assistente do reformatório
- Arnold Korff como Conde Elder Osdorff (não-creditado)
- Edith Meinhard como Erika (não-creditada)
- Sybille Schmitz como Elisabeth (não-creditada)
- Kurt Gerron como Dr. Vitalis (não-creditado)

## Recebimento
O filme causou escândalo entre os conservadores da Igreja Evangélica Alemã, tendo sido banido de diversas cidades ao redor da Boêmia. Considerada pornográfica, a obra sofreu censura e cortes significativos tiveram de ser feitos para que retornasse às salas de cinema. Os inúmeros cortes tornaram o erotismo da obra mais sugestivo do que explícito. A cena da sedução e estupro, concebida para ser uma dança, foi dirigida, segundo Brooks, como “uma série de manobras sutis, quase mudas, entre uma garota inocente e um homem imprudente”. A expressão psicopática do ator Fritz Rasp reforça a densa atmosfera que permeia a cena.
Outros momentos do filme foram particularmente chocantes para as audiências do fim de 1920: a morte da governanta durante um aborto; a diretora do reformatório, uma lésbica sádica (interpretada por Valeska Gert) que toca gongo enquanto observa as moças da instituição fazerem exercícios físicos (Louise Brooks chama este momento de "cena do orgasmo"); e a famosa cena do bordel, em que Thymian arqueia seu pescoço em submissão sexual.
Após os devidos cortes, o filme foi relançado em 6 de janeiro de 1930. Os críticos, porém, não reagiram bem a nova versão censurada, que, para eles, fazia pouco sentido. Segundo o roteirista Rudolf Leonhardt, “sequências inteiras foram cortadas sem misericórdia. Em uma versão, se me lembro bem, eles cortaram 450 metros, e mesmo nessa ou em outra versão, fizeram mais 45 cortes... O filme chega ao fim pouco depois do meio do nosso roteiro, de forma inconclusiva e incompreensiva. Eu assisti sozinho em um cinema em Paris e, no final, permaneci sentado porque pensei que o filme estivesse quebrado.”
O filme foi lançado pelo Filmprüfstelle Berlin com um comprimento de 2863 metros em 24 de setembro de 1929, estreando em Berlin no dia 15 de outubro de 1929. Depois de terem sido feitas reclamações sobre o conteúdo "desmoralizador" do filme, ele foi novamente submetido para exame no Film Review Center em 5 de dezembro de 1929, passando para apenas 2650 metros. A aprovação do filme foi revogada e, portanto, ele foi proibido.

## Origens literárias

Louise Brooks e Fritz Rasp.

O roteiro de Tagebuch einer Verlorenen é livremente baseado no romance homônimo (traduzido nos EUA e Reino Unido como Diary of a Lost One), de Margarete Böhme, publicado pela primeira vez na Alemanha em 1905. Ao contrário do que se pensa, o filme de Pabst não é a primeira adaptação cinematográfica da obra: o livro já havia originado um filme em 1918, estrelando o então jovem ator Conrad Veidt (de O Gabinete do Dr. Caligari e Casablanca). Esta primeira versão encontra-se, atualmente, perdida. Narrado em primeira pessoa pela personagem principal, o romance inicia-se na década de 1890. Nele, acompanhamos a plangente vida da jovem Thymian, suas alegrias enquanto menina e sua tragédia ao ser relegada a condição de marginalidade, e forçada, por circunstâncias da vida, à prostituição como forma de sobrevivência. O filme, apesar de ser baseado no romance e incluir algumas características básicas do mesmo, muitas vezes desvia drasticamente da história original.
Embora hoje esquecido, Tagebuch einer Verlorenen é apontado como um dos mais consagrados best-sellers da primeira metade do século 20. A obra foi traduzida para 14 línguas, e, no fim da década de 1920, havia vendido mais de 120 mil cópias ao redor da Europa e América. Escrito em forma de diário, o livro teve sua autoria contestada: a autora apresentava-se apenas como a editora de um diário que havia chegado às suas mãos. Para alguns, a personagem Thymian teria, realmente, existido.
Para o crítico e ensaísta Walter Benjamin, Tagebuch einer Verlorenen é “um inventário completo do comércio sexual”. De maneira crua, a obra desnuda a hipocrisia e a falsa-moralidade cristã, que, ainda nos dias de hoje, reprime e sacrifica mulheres. “Não há dúvidas de que a mulher deve ser livre para fazer o que quiser com seu corpo”, escreve Böhme. “Por que deve-se estabelecer um tribunal de opinião pública para esmagá-la em um abismo de infâmia e desprezo?”.